# Nada personal (serie de televisión)
Nada personal  es una serie de televisión dramática mexicana producida por Fides Velasco para TV Azteca, emitida en 2017. La serie es una historia original de Alberto Barrera, basada en la historia homónima de 1996 de la cual también Barrera participó como escritor. Se estrenó por Azteca Trece el 22 de mayo de 2017 en sustitución de La fiscal de hierro, y finalizó el 5 de septiembre del mismo año siendo reemplazado por Las malcriadas.
Esta protagonizada por Valentino Lanús, Margarita Muñoz y Matías Novoa, junto con Juan Soler como el villano principal, acompañados de Kika Edgar, Mónica Dionne, entre otros.

## Trama
Por casualidad, Mariana Aragón (Margarita Muñoz) es sobreviviente y testigo del multi-homicidio de su mejor amiga, y dos jóvenes periodistas que investigaban una conspiración Narco-política en la que se le involucra al procurador Raúl Rey (Juan Soler), conocido como "el Rey". Cuando Mariana es herida de un balazo emprende la huida en esa misma noche, durante su camino se encuentra con Alejandro Castillo (Valentino Lanús), un joven periodista a quien le pide ayuda para escapar y demostrar su inocencia, y a Santiago Leal (Matías Novoa), comandante encargado del caso de Mariana, quien la ayuda para hacer justicia, pero en un giro de 180 grados, por órdenes de "el Rey" Mariana es arrestada, pasando un infierno en la cual la hacen adicta a la heroína, y la convierten en una dama de compañía.

## Reparto

### Principales
- Valentino Lanús como Alejandro Castillo
- Margarita Muñoz como Mariana Aragón
  - Catalina Sals interpretó a Mariana de joven
- Matías Novoa como el Comandante Santiago Leal
- Juan Soler como Raúl Rey «El Rey»
- Kika Edgar como Teniente Claudia Campos
- Mónica Dionne como Nora Castillo
- Silvia Carusillo como Silvia Carrasco de Rey
- Héctor Kotsifakis como Jiménez «El Tuétano»
- Ricardo Esquerra como Eduardo Ramos «El Chupacabras»
- Orlando Moguel como Ernesto Sánchez
- Lucero Trejo como Guadalupe Anaya
- Dale Carley como James Johnson
- Ignacio Riva Palacio como Antonio «Tony» Flores
- Humberto Buá como Cipriano Roldán «Cipi»
- Pia Watson como Melissa Ballesteros
- Roberta Burns como Úrsula Chávez / Fátima Chávez
- Lidia San José como Natalia de Castillo

### Recurrentes e invitados especiales
- Mayra Rojas como Teresa Leal
- Javier Escobar como Lencho Mijares
- Cecilia Tamayo Rubio como Elena Meneses
- José Ramón Berganza como Bernardo Paredes
- Sergio Basañez como Lucas Herrera
- Napoleón Glockner como General Torres
- Ariel López Padilla como Ricardo Trejo
- Martín Navarrete como Felipe Mancera
- Sandra Quiroz como Elsa Velarde
- Camila Rojas como Lorena Ponte
- Juan Ríos como Salvador Suárez
- Fernando Sarfatti como Secretario
- Marco Treviño como Esteban Trujillo
- Eduardo Victoria como Arturo Quevedo
- Rosario Zúñiga como Alba Delgado

## Producción
La serie fue anunciada el 15 de agosto de 2016 por Fidela Navarro, directora de Distribución de Contenidos y Señales de TV Azteca, como parte de lo nuevo para la programación de Azteca Trece en 2017. Al día siguiente, se anunció que Alberto Barrera desarrollará dicha versión, siendo el mismo concepto pero no la misma historia de la cual, también participó en 1996, además, el título es un homenaje a aquella versión de 1996.
A mediados de octubre de 2016, la serie fue presentada en el marco de la MIPCOM-2016. El tráiler conceptual de la serie se subió a internet el 31 de octubre de 2016. El tráiler de la serie fue filmado inicialmente con Gabriela de la Garza, en el papel de Mariana Aragón. Desde un inicio, se confirmó que De la Garza sería la protagonista de la serie, pero posteriormente se confirmó que la actriz no había llegado a ningún acuerdo con TV Azteca para formar parte de la serie. El 10 de marzo de 2017, se anunció que la actriz Margarita Muñoz llevara el papel protagónico, siendo confirmada junto con los actores Matías Novoa, Valentino Lanús, Kika Edgar y Juan Soler.
La producción de la serie inicio su rodaje el 27 de marzo de 2017, junto con una misa por el inicio de grabaciones, así como una conferencia de prensa oficializada por Elisa Salinas.

### Música
El tema principal de la serie es una nueva versión de la canción «Nada personal» de 1996, compuesta por Armando Manzanero e interpretada por Manzanero y Lisset. El 19 de mayo de 2017, se publicó en la cuenta de Azteca Novelas el video oficial del tema compuesto por Manzanero e interpretado por Ximena Sariñana y Jesús Navarro.

## Audiencia
| Temporada | Horario (CT)                     | Episodios | Primera emisión    | Primera emisión      | Última emisión          | Última emisión       | Prom. de espectadores (millones) |
| Temporada | Horario (CT)                     | Episodios | Fecha              | Audiencia (millones) | Fecha                   | Audiencia (millones) | Prom. de espectadores (millones) |
| --------- | -------------------------------- | --------- | ------------------ | -------------------- | ----------------------- | -------------------- | -------------------------------- |
| 1         | Lunes a viernes 21:30 - 22:30 h. | 77        | 22 de mayo de 2017 | 1.1                  | 5 de septiembre de 2017 | 0.97                 | —                                |